# (9988) Erictemplebell
(9988) Erictemplebell est un astéroïde de la ceinture principale.

## Description
(9988) Erictemplebell est un astéroïde de la ceinture principale. Il fut découvert le 9 septembre 1997 à Prescott par Paul G. Comba. Il présente une orbite caractérisée par un demi-grand axe de 2,90 UA, une excentricité de 0,02 et une inclinaison de 1,9° par rapport à l'écliptique.

## Compléments